# Вінницький проектний інститут

«Ві́нницький прое́ктний інститу́т» — Державне підприємство Міністерства оборони України, яке проєктує об'єкти цивільного та спеціального призначення, а також готує проєктно-кошторисну документацію на будівництво об'єктів соціального та військового призначення у Хмельницькому, Житомирі, Києві, Бердичеві, Рівному, Луцьку, Вінниці, Сумах та інших містах України. Розташоване у м.  Вінниці.

## Історія
«Вінницький проєктний інститут» було засновано у 1966 році як 397 відділ комплексного проєктування «Військпроєкту».
Проєктний підрозділ був призначений виконувати завдання штабу 43 Ракетної армії військ стратегічного призначення та штабу 24-ї повітряної армії Верховного Головнокомандування СРСР.
Після розпаду Радянського Союзу і у зв'язку із створенням у Вінниці Головнокомандування Військово-Повітряних Сил, інститут було перетворено на самостійну проєктну організацію «Вінницький військовий проєктний інститут», а основним завданням стало проєктування об'єктів цивільно-промислового та соціального призначення. Відповідно до директиви начальника Головного штабу Збройних Сил України від 24 грудня1992 року за № 115/1/8177 був сформований Вінницький проєктний інститут МО України.
У 1997 році була проведена реорганізація інституту у Державне підприємство Міністерства оборони України «Вінницький проєктний інститут».
За роки існування проєктною установою створено понад 385 проєктів: житлові будинки, військові містечка, санаторії, дитячі садки, а також об'єкти спеціального призначення.

## Основні проєкти
- Архітектурна композиція у центрі міста — літак МіГ-21 на честь Військово-Повітряних Сил України є візитною карткою м. Вінниці.
- Мікрорайони «Поділля» та «Східний», м. Вінниця.
- Багатоповерхові житлові будинки по вул. Красноармійській, Острозького, Л.Ратушної, Пирогова, К.Маркса та Чехова.
- Реконструкція котелень та інженерних мереж, м. Вінниця.
- Офісні центри, м. Вінниця.
- «Хокейний стадіон», Центральний парк, м. Вінниця.
- «Військово-медичний клінічний центр центрального регіону», м. Вінниця.
- «Червона гірка», Військове містечко, м. Бердичів.

## Новітні розробки інституту
- Висотна будівля (28 поверхів), Печерський район, м. Київ;
- Об'єкти кондитерської фабрики «Рошен», м. Вінниця;
- Силова мережа забезпечення «Фонтану Рошен», м. Вінниця;
- «Льодовий палац», Центральний парк ім. Горького, м. Вінниця.

## Галерея

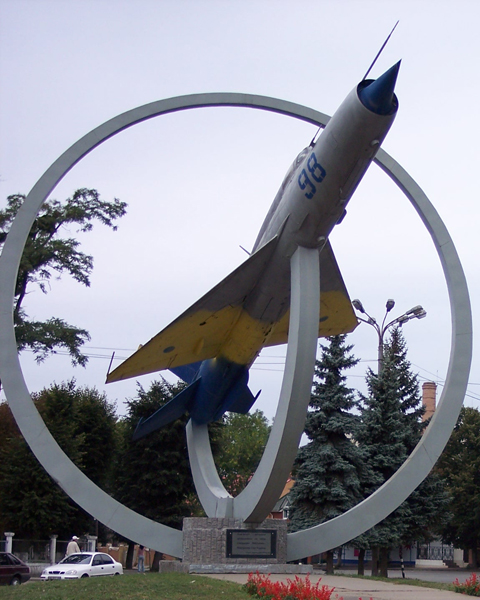
Архітектурно - меморіальна композиція у центральній частині Вінниці (за проєктом ВПІ)
«Льодовий палац», Центральний парк ім. Горького, м. Вінниця (за проєктом ВПІ)
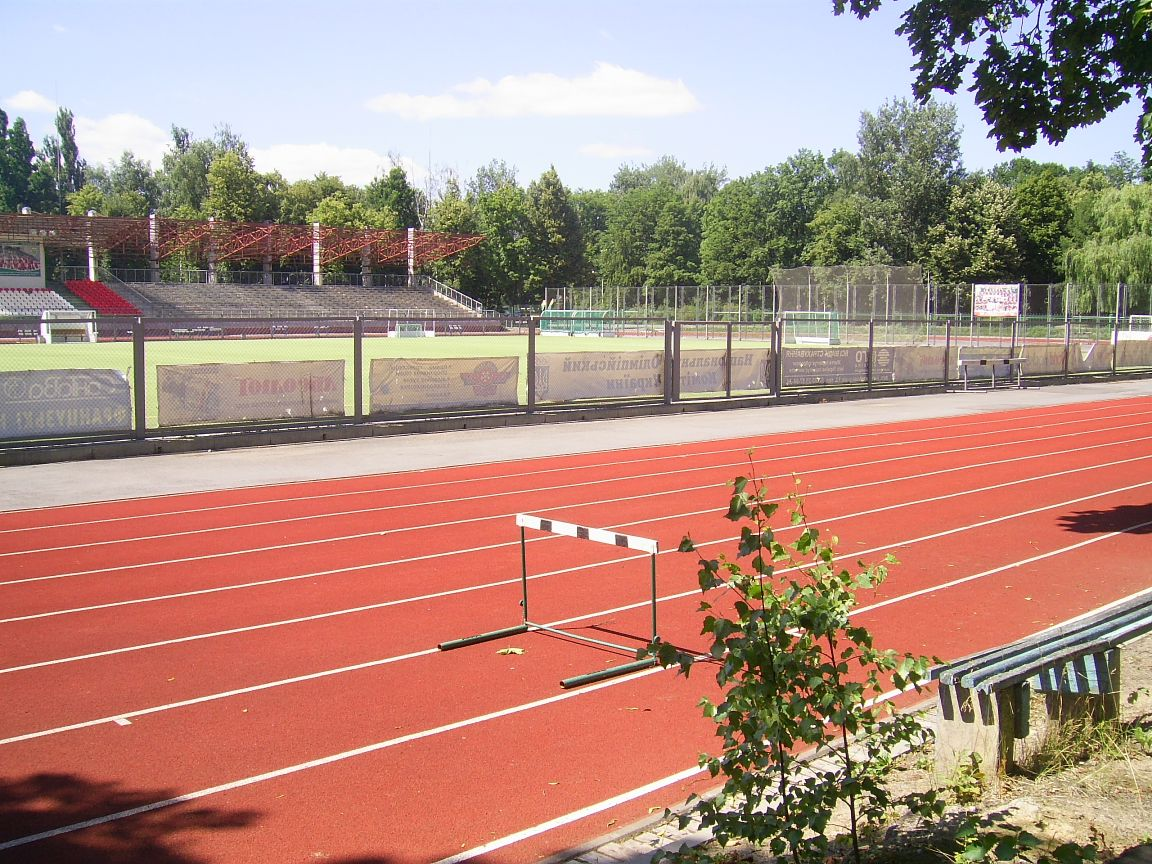
Хокейний стадіон, Центральний парк ім. Горького, м. Вінниця (за проєктом ВПІ)
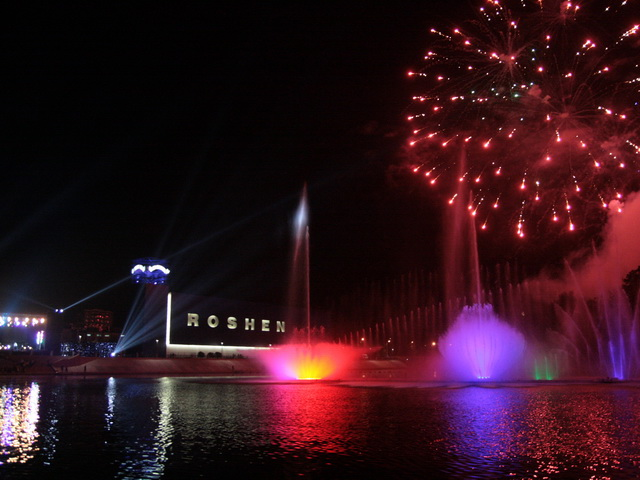
Силова мережа забезпечення «Фонтану Рошен», м. Вінниця; (за проєктом ВПІ)